# جولين أنزياني
جولين أنزياني (بالفرنسية: Julien Anziani)‏ (ولد في 23 يونيو 1999) هو لاعب كرة قدم فرنسي، يلعب كلاعب وسط.

## روابط خارجية
- جولين أنزياني على موقع رابطة كرة القدم الفرنسية للمحترفين (الإنجليزية)
- جولين أنزياني على موقع قاعدة بيانات كرة القدم.إي يو (الإنجليزية)
- جولين أنزياني على موقع ليكيب (الفرنسية)
- جولين أنزياني على موقع Soccerway.com (الإنجليزية)